# Swartzia littlei
Swartzia littlei är en ärtväxtart som beskrevs av John Macqueen Cowan. Swartzia littlei ingår i släktet Swartzia och familjen ärtväxter. IUCN kategoriserar arten globalt som starkt hotad. Inga underarter finns listade i Catalogue of Life.